# 2019年花蓮地震
2019年花蓮地震，又稱418花蓮地震、418地震，是指主震發生於2019年4月18日13時01分07秒的地震。其震中位於臺灣花蓮縣政府西北方約10.6公里的秀林鄉，地震規模為ML 6.3級、MW 6.1级，震源深度18.8千米。本次地震前也發生了多次芮氏規模3級以上之地震，其中最大前震發生於2019年4月15日23時26分23秒，震中位於花蓮縣政府西偏北方11.4公里之處，地震規模為ML 4.1級，震源深度19千米。

## 地震分析

### 构造背景
台湾位于地震活跃环太平洋火山带中，菲律宾海板块和欧亚板块交界上。菲律宾海板块以每年平均82公釐的速度朝西北碰撞欧亚板块，因此地震频繁。台湾目前已知共有33条活动断层。另有4条存疑性断层未列入编号。台湾地震带主要有三，分别为西部地震带、东部地震带以及东北部地震带。而东北部地震带系受冲绳海槽扩张作用影响，多属浅层地震，并伴随有地热与火山活动现象。在本次地震震中近年附近曾发生过多次震级5级以上的地震，分別發生在2013年及2014年。

### 专家意见
中央氣象局地震測報中心主任陳國昌表示，此次地震並非是正常能量釋放，並表示自1973年至今，銅門地區總共只發生过5次震级達到5级的地震，且數值上均未超過5.5，間隔時間也都不一定。所謂正常是指固定時間出現差不多大小的地震，所以這不算正常。中央氣象局亦表示，未來2週內一定會有餘震，地震活動會持續發生，不排除有規模5以上的地震發生。
陳國昌在主震後隨即召開記者會，表示這是該地區自1973年有科學儀器測量以來規模最大的一次地震，並表示與去年2月發生的2018年花蓮地震無關。
國立中央大學地球科學系馬國鳳教授指出，本次主震因台東縱谷構造引起，該地區的地震活動本來就較頻繁，包括2014年5月21日花蓮縣鳳林鎮規模5.9级地震、2013年10月31日花蓮縣萬榮鄉規模6.4级地震等，都是同一個構造造成；甚至去年2月6日造成花蓮統帥大飯店倒塌米崙斷層地震，也是該構造的分支。馬國鳳亦指出，中央山脈構造位於米崙斷層下方，累積的能量較大，先前研究推估該區域未來50年發生地震規模大於6级的地震高達90%，規模7以上是17%以上。國立臺灣大學地質科學系教授吳逸民則表示，花蓮銅門震度達7級，且芮氏規模達6.1级，確實是每年少見的強烈地震，仍須觀察是否為正常能量釋放。

## 参数测定

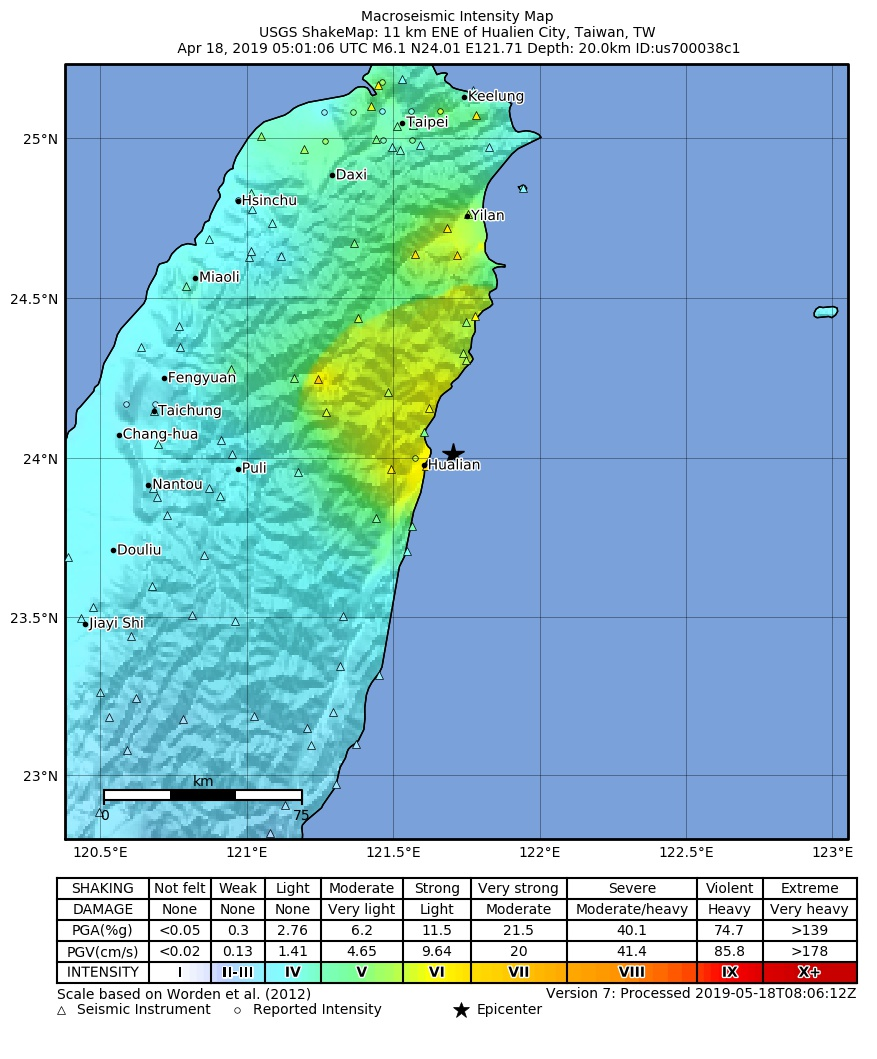
美國地質調查局製作的震度圖

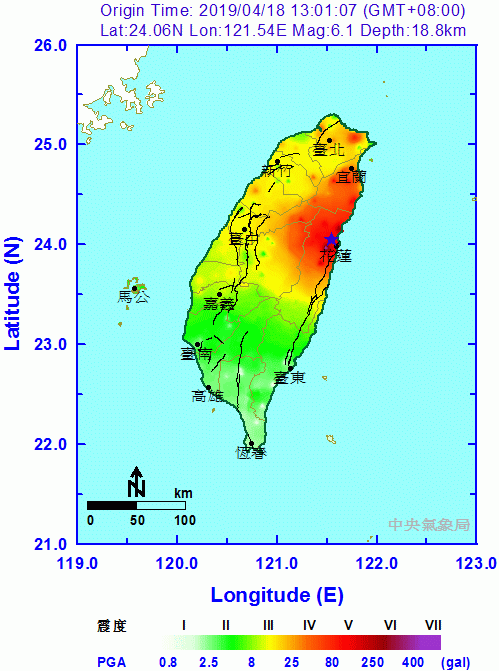
等震度圖

### 主震
中华民国交通部中央气象局正式测定，本次地震主震发生于2019年4月18日13时1分7.2秒，震中位于北纬24.06度、东经121.54度，地震规模为ML 6.3，震源深度18.8千米，花莲县铜门测得本次地震最大烈度为7级。
中国地震台网于13时3分自动测定此次地震震级为6.1级，后于13时18分正式测定本次地震震中位于北纬24.02度、东经121.65度，地震规模为MS 6.7，震源深度24千米。随后中国地震台网在其官方微博表示震中距花莲县海岸1千米，为五年来台湾规模最大地震。针对本次地震，福建省地震局于震后26秒发布地震橙色预警，并于其后升格为地震红色预警。
美国地质调查局测定此次地震发生于花莲县北东12km，地震规模为6.0级，震源深度24千米，烈度为7度；后于14时30分修订为花莲县东9km，地震規模6.1级，震源深度20千米，烈度为6度。
日本氣象廳測定為Mj6.4。气象厅在與那國島观测到震度2，並發佈了海嘯消息（若干海面變動）。

## 震害情况

### 前震
2019年4月15日，花蓮縣政府西偏北方11.4公里之處发生芮氏規模4.1级地震，東森新聞等台灣新聞媒體於電視新聞播送時段發布地震快訊，並未有任何人財損失。

### 主震
本次地震災情除發生在花蓮縣外，台北市受盆地效應影響，亦造成劇烈搖晃，並發生大樓歪斜、牆壁裂掉等災情。而在地震發生後，網路大量轉傳台北市信義區松仁路上有馬路裂縫，臺北市政府警察局信義分局對此表示是柏油灑落，強調無安全顧慮。受到此次地震影響，台北捷運及桃園機場捷運暫停營運，桃園捷運公司隨後表示，第一時間依照SOP執行清車作業，並啟動中斷營運接駁作業，開啟全線軌道照明，經過巡軌作業確認線上無任何異狀後，全線已在18日下午1時45分恢復正常營運。台北捷運公司則表示，所有車輛到站清車，待巡軌員確認軌道狀況安全無虞，才會再重新行駛，預估作業時間兩個小時。高雄捷運公司指出，捷運和輕軌在地震當下一度停駛、放慢，地震過後則一切恢復正常速度行駛，並未受影響。
新北捷運公司表示，淡海輕軌1時15分開始進行清軌，1時36分已完成正線巡查，淡海輕軌全線軌道、架空線、車站等設備均無異常，並恢復正常營運。台灣鐵路管理局在地震發生後，停駛花蓮鳳林至宜蘭間，並成立成立一級應變中心，並請經工、電單位派員巡查路線及電車線設備。台鐵局於下午13點55分接獲電力調配室通報，花蓮到北埔間東正線K76+210處電車線三角架歪斜、隔電子斷裂、懸臂組歪斜，毀損設備於下午14點34分完成修復，路線恢復正常行駛。
受到此次地震影響，國立臺灣師範大學男生第一宿舍五樓發生洗手台掉落的意外及校舍磁磚剝落、玻璃震碎、教室牆壁龜裂凸起，校方亦於第一時間派員到場勘察。台中市大里區的塗城國小師生亦於第一時間跑出教室，做好避難準備。而政府部門的部分，位於南港的衛生福利部大樓天花板、輕鋼架大片掉落，電線也散落一地。中華民國立法院則發生部分外牆石塊剝落，為防意外再度發生，駐衛警趕緊將落石地區封鎖，不讓人車進出。新北市、宜蘭縣亦有發生瓦斯外洩情形。三創園區及花蓮車站分別發生水管斷裂而漏水的事件。台北101阻尼器擺幅達到20公分，創下歷年地震最大紀錄。
臺8線（中橫公路）太魯閣–大禹嶺路段，地震當下有車輛經過，落石砸中車輛，所幸只有車輛受損，無人傷亡，交通部公路總局第四區養護工程處隨即封閉該路段，工務段派人查看後開放通行。但因考量地震、該路段較為偏遠，故從18日下午6時起車輛只出不進，且自18日下午7時至19日上午8時預防性封閉。花蓮縣秀林鄉的崇德山區亦發生落石狀況，轄區花蓮縣警察局新城分局崇德派出所表示，該落石事件並非走山，且無人受傷，交通也未受影響。
而宜蘭縣龜山島的龜首亦因此次地震發生土石崩落。
地震發生後，位於台北市中山區長安東路二段的金林大廈被發現向右傾斜，靠向隔壁的祥寧大樓，臺北市政府警察局、臺北市政府消防局接獲報案後，立即趕到現場圍起封鎖線，進行交通管制，並將100多名民眾疏散到附近的伊通公園。內政部部長徐國勇表示，土木技師公會初步判定結構上沒有問題。經評估後，兩棟大樓仍有2公分左右間距，並不造成立即性危險，因此是讓用戶先回大樓居住及辦公，後續還將討論如何進行修繕或重建。台北老屋改建協會理事長胡偉良分析，金林大廈9樓以上房屋嚴重傾斜，已達危險程度，一旦出現超過4級以上餘震，不只建物傾斜，甚至很可能崩塌釀成災情。祥寧大樓吳姓主委則抨擊，表示該大樓自1999年集集大地震後即被列為危樓，但卻遲遲未拆除，內政部長徐國勇則表示，是否是危樓還要進一步調查。

## 救援情况
主震發生後，行政院發言人谷辣斯·尤達卡表示，行政院院長蘇貞昌第一時間指示成立中央一級災害應變中心，蘇貞昌隨後於13時30分至中心督導指揮救災。中華民國總統蔡英文指出，「我第一時間掌握到地震資訊，中央災害應變中心也立即成立，各部會正在確認回報各地狀況」，呼籲國人留意官方訊息，謹慎查證未經證實的訊息。總統府發言人張惇涵則表示，蔡英文亦有致電行政院長蘇貞昌，請行政團隊儘速掌握各地情況，確認各地是否有災情，若有狀況也要盡快處置。